# 7417-es mellékút (Magyarország)
A 7417-es számú mellékút egy közel nyolc kilométer hosszú, négy számjegyű országos közút Zala vármegye és Vas vármegye határvidékén. A Zala és a Kerka völgyének településeit kapcsolja össze. Fölötte ível át a Dunántúl egyik leghosszabb vasúti hídja, a nagyrákosi völgyhíd.

## Nyomvonala
A 7416-os útból ágazik ki, annak 17,700-as kilométerszelvényénél, a Zala vármegyei Kerkafalva nyugati szélén, északnak. 300 méter után érinti a község belterületének északnyugati szélét, ott Ady út a települési neve, de fél kilométer után már ki is lép a házak közül. 750 méter után keresztezi a Cupi-patakot, de még több mint két kilométeren át kerkafalvai területen halad.
2,8 kilométer teljesítése után lépi át a községhatárt, illetve a megyehatárt is és rögtön a Vas vármegye déli határszélén fekvő Szatta házai közé ér, ahol a Fő utca nevet veszi fel. 3,8 kilométer előtt lép ki a falu házai közül, majd egy kicsit nyugatabbnak fordul. 5. kilométere után érkezik Nagyrákos területére, majd ott, a 6. kilométer után egészen nyugatnak fordul.
Alig egy kilométer megtétele után ismét északi irányba kanyarodik, és beér Nagyrákos Belsőszer nevű településrészére. 7,6 kilométernél kiágazik belőle a Nagyrákos megállóhelyre vezető 74 332-es mellékút, itt az út kicsit keletnek fordul, majd újra északi irányt vesz és áthalad a Bajánsenye–Zalaegerszeg–Ukk–Boba-vasútvonal nagyrákosi völgyhídja alatt. Kicsivel ezután, a 7411-es útba torkollva ér véget, annak 22,200 kilométerszelvényénél.
Teljes hossza, az országos közutak térképes nyilvántartását szolgáló kira.gov.hu adatbázisa szerint 7,902 kilométer.

## Települései
- Kerkafalva
- Szatta
- Nagyrákos

## Története
A Cartographia 2004-ben kiadott Világatlaszában a Kerkafalva és Szatta közti szakasza nem szerepel.
A nyomvonalát keresztező, 1,4 kilométer hosszú nagyrákosi völgyhidat 2000 novemberében adták át a forgalomnak. Korábban az útnak nem volt vasútvonallal keresztezési pontja, mert a jelenlegi vasútvonal elődje, a megszüntetése előtt más, Nagyrákos északi részét érintő nyomvonalon húzódott.

## Hídjai
Az útnak a Vas vármegyei szakaszán – a fölötte átívelő nagyrákosi völgyhídtól eltekintve – egyetlen hídját sem tartják nyilván sem az 1945 előtt épült hidak, sem az 1945 után épült, 10 méternél hosszabb hidak között.